# John Phillips
John Edmund Andrew Phillips (Parris Island, Carolina del Sur, 30 de agosto de 1935-Los Ángeles, California, 18 de marzo de 2001), también conocido como Papa John, fue un cantante, guitarrista y compositor estadounidense. Phillips fue un miembro y líder de la banda The Mamas & the Papas. Era el padre de Jeffrey Phillips, Mackenzie Phillips, Chynna Phillips, Tamerlane Phillips y Bijou Phillips.

## Vida artística
La primera banda de Phillips fue The Journeymen, un trío dedicado a la música folk. Tiempo después, durante el American folk music revival, conoció a Denny Doherty y Cass Elliot y en un tour por California, a Michelle Gilliam, con quien se casó en 1962. Con ellos formará, en 1965, The Mamas and The Papas, grupo que llegará a su fin al mismo tiempo que su unión con Michelle en 1970. El matrimonio tuvo una hija, Chynna Phillips, futura integrante del exitoso grupo Wilson Phillips.
Phillips y Michelle fueron los responsables de escribir la mayoría de las canciones de The Mamas and The Papas; John comúnmente empezaba a escribir las canciones y luego Michelle las completaba. Después de firmar contrato con Dunhill Records tuvieron numerosos hits en el top ten de Billboard, tales como: California Dreamin', Monday, Monday, I Saw Her Again, Creeque Alley, 12:30 (Young Girls Are Coming to the Canyon) y Words of love.
Es además, coautor, junto a Mike Love y Terry Melcher del éxito Kokomo (canción) de The Beach Boys.

## Vida personal
En 2001 falleció víctima de un infarto en Los Ángeles a los 65 años.
En 2009, su hija Mackenzie Phillips publica una autobiografía, titulada High on Arrival, donde se narra que el propio John la introdujo en el mundo de las drogas. Posiblemente para cometer los abusos que sucederían bajo los efectos de narcóticos, pues en las memorias la autora relata que, al despertar cierta noche en estado de inconsciencia se halló teniendo sexo con su propio padre y que no sabía precisar cuántas veces habría repetido los abusos.
Llegaron a tener relaciones sexuales incluso la noche antes de su boda a los 19 años, en 1979. Al año siguiente, cuando su hija fue despedida de la teleserie donde actuaba por su adicción, entraron juntos a un centro de rehabilitación. En aquel período, ella había perdido el control de su vida, se sentía aislada y el incesto había llegado a ser algo consensuado. John llegó a proponerle huir a un país donde se permitiera tal práctica. La relación terminó cuando Mackenzie quedó embarazada (sin saber quien era el padre biológico de su hijo) y exigió a John pagarle un aborto.

## Discografía

### Como Solista
- 1970: John Phillips (John, the Wolf King of L.A.)
- 1970: Brewster McCloud - Soundtrack con Merry Clayton en la voz
- 2001: Pay Pack & Follow
- 2001: Phillips 66
- 2008: Pussycat
- 2009: Man On The Moon

### Compilaciones
- 2007: Jack Of Diamonds